# Írország elnöke
Írország elnöke, írül: Uachtarán na hÉireann, az Ír Köztársaság államfője és az Ír Védelmi Erők legfelsőbb parancsnoka.
Az elnök tisztségét hét évig tölti be, és legfeljebb két ciklusra választható. Az elnököt közvetlenül a nép választja, bár ha csak egy jelölt indul az elnökválasztáson, akkor nincs szavazás. Erre eddig hat alkalommal került sor. Az elnöki tisztség nagyrészt ceremoniális, ám bizonyos jogköröket korlátozottan és abszolút diszkrécióval, de gyakorolhat. Az elnöknek mindig az ír állam képviselőjeként és az alkotmány védelmezőjeként kell eljárnia.
A jelenlegi elnök Michael D. Higgins, akit először 2011. október 29-én választottak meg. Beiktatására 2011. november 11-én került sor, 2018. október 26-án egy második ciklusra újraválasztották.

## Az elnök feladata és funkciója
Írország  parlamentáris köztársaság, amely azt jelenti, hogy az államfő szerepe nagyrészt ceremoniális jogkörrel bír. Az elnök formálisan az Oireachtas (nemzeti parlament) "három tagjának" egyike, amelybe Dáil Éireann (Írország Képviselőháza vagy alsóháza) és Seanad Éireann (Ír Szenátus vagy felsőház) is tartozik.

### Alkotmányos feladatai
Ezek a fő feladatai szerepelnek az ír alkotmányban:

#### Kinevezni a kormányt
Az elnök formálisan kinevezi a taoiseachöt (kormányfőt) és más minisztereket, és elfogadja esetleges lemondásukat. A taoiseachöt a Dáil jelölése alapján nevezik ki, és az elnök köteles kinevezni bárkit, akit a Dáil megjelöl, a kinevezés megtagadásának joga nélkül. 

#### Kinevezni a bírói hatalom főméltóságait
Az elnök nevezi ki a bírákat Írország összes bíróságára, ezt  a kormány tanácsára teszi.

#### Összehívni és feloszlatni a Dáilt
Ezt a hatalmat a taoiseach tanácsára gyakorolja; a kormány vagy a Dáil jóváhagyása itt nem szükséges. Az elnök csak akkor tagadhatja meg a feloszlatást, ha a feloszlatásra őt felszólító taoiseach elvesztette a Dáil bizalmát.

#### Aláírni a törvényjavaslatokat
Az elnök nem vétózhat meg egy olyan törvényjavaslatot, amelyet a Dáil és a Seanad is elfogadott, azonban a Legfelsőbb Bíróság elé "tárhatja az ügyet", ha a törvényt nem találja elég alkotmányosnak. Ha a Legfelsőbb Bíróság a felülvizsgálat után alkotmányosnak tartja a törvényjavaslatot, az elnöknek kötelessége lesz azt aláírni. Ha azonban kiderül, hogy alkotmányellenes, az elnök megtagadja a törvényjavaslat aláírását.

#### Képviselni az államot külföldön is
Ezt a hatalmat csak a kormány tanácsa alapján gyakorolhatja. Az elnök mindig csak akkreditálja a nagyköveteket, és átveszi a külföldi diplomaták megbízólevelét, de a miniszterek az elnök nevében írnak alá nemzetközi szerződéseket, még akkor is, ha az elnök személyesen nincs jelen a szerződés-aláírásnál.

#### Irányítani aVédelmi Erőket
Az elnök a Védelmi Erők főparancsnoka. A tiszti kinevezéseket az elnök írja alá és pecsételi le.

#### Elnöki kegyelmi joggal élni
Az elnök „jogosult a kegyelemhez, és joga van a büntetés enyhítésére vagy elengedésére”.

## Az ír elnökök listája
| # | Kép                    | Név                                   | Megelőző hivatala                                           | Terminus           | Terminus             | Ez a párt indította a választáson | Ez a párt indította a választáson | Év   |
| # | Kép                    | Név                                   | Megelőző hivatala                                           | Kezdete            | Vége                 | Ez a párt indította a választáson | Ez a párt indította a választáson | Év   |
| - | ---------------------- | ------------------------------------- | ----------------------------------------------------------- | ------------------ | -------------------- | --------------------------------- | --------------------------------- | ---- |
| 1 |                        | Douglas Hyde (1860–1949)              | Szenátor (1922–25, 1938)                                    | 1938. június 25.   | 1945. június 24.     |                                   | Fianna Fáil                       | 1938 |
| 1 | Fine Gael              | Douglas Hyde (1860–1949)              | Szenátor (1922–25, 1938)                                    | 1938. június 25.   | 1945. június 24.     |                                   |                                   | 1938 |
| 2 |                        | Seán T. O'Kelly (1882–1966)           | Tánaiste (1932–1945)                                        | 1945. június 24.   | 1959. június 24.     |                                   | Fianna Fáil                       | 1945 |
| 2 |                        | Seán T. O'Kelly (1882–1966)           | Tánaiste (1932–1945)                                        | 1945. június 24.   | 1959. június 24.     | Saját maga                        | 1952                              |      |
| 3 |                        | Éamon de Valera (1882–1975)           | Taoiseach (1932–1948, 1951–1954, 1957–1959)                 | 1959. június 25.   | 1973. június 24.     |                                   | Fianna Fáil                       | 1959 |
| 3 |                        | Éamon de Valera (1882–1975)           | Taoiseach (1932–1948, 1951–1954, 1957–1959)                 | 1959. június 25.   | 1973. június 24.     | Fianna Fáil                       | 1966                              |      |
| 4 |                        | Erskine Hamilton Childers (1905–1974) | Tánaiste (1969–1973)                                        | 1973. június 25.   | 1974. november 17.   |                                   | Fianna Fáil                       | 1973 |
| 5 |                        | Cearbhall Ó Dálaigh (1911–1978)       | Írország főbírája (1961–1973)                               | 1974. december 19  | 1976. október 22.    |                                   | Összes parlamenti párt            | 1974 |
| 6 |                        | Patrick Hillery (1923–2008)           | Szociális ügyekért felelős európai biztos (1973–1976)       | 1976. december 3.  | 1990. december 2.    |                                   | Fianna Fáil                       | 1976 |
| 6 |                        | Patrick Hillery (1923–2008)           | Szociális ügyekért felelős európai biztos (1973–1976)       | 1976. december 3.  | 1990. december 2.    | Fianna Fáil                       | 1983                              |      |
| 7 |                        | Mary Robinson (1944)                  | Szenátor (1969–1989)                                        | 1990. december 3.  | 1997. szeptember 12. |                                   | Munkáspárt                        | 1990 |
| 7 | Munkások Pátja         | Mary Robinson (1944)                  | Szenátor (1969–1989)                                        | 1990. december 3.  | 1997. szeptember 12. |                                   |                                   | 1990 |
| 7 | függetlenek            | Mary Robinson (1944)                  | Szenátor (1969–1989)                                        | 1990. december 3.  | 1997. szeptember 12. |                                   |                                   | 1990 |
| 8 |                        | Mary McAleese (1951)                  | A büntetőjog, kriminológia és a penológia professzora       | 1997. november 11. | 2011. november 10.   |                                   | Fianna Fáil                       | 1997 |
| 8 | Progresszív Demokraták | Mary McAleese (1951)                  | A büntetőjog, kriminológia és a penológia professzora       | 1997. november 11. | 2011. november 10.   |                                   |                                   | 1997 |
| 8 |                        | Mary McAleese (1951)                  | A büntetőjog, kriminológia és a penológia professzora       | 1997. november 11. | 2011. november 10.   | Saját maga                        | 2004                              |      |
| 9 |                        | Michael D. Higgins (1941)             | A kultúra, művészetek és a Gaeltacht minisztere (1993–1997) | 2011. november 11. | Hivatalban           |                                   | Munkáspárt                        | 2011 |
| 9 |                        | Michael D. Higgins (1941)             | A kultúra, művészetek és a Gaeltacht minisztere (1993–1997) | 2011. november 11. | Hivatalban           | Saját maga                        | 2018                              |      |

## Érdekességek
- Douglas Hyde volt a legidősebb hivatalba lépő elnök, 78 éves korában.
- Éamon de Valera volt a legidősebb elnök, aki elhagyta hivatalát, 90 éves korában.
- Mary McAleese volt a legfiatalabb hivatalba lépő elnök (46 évesen lett uachtarán).
- Mary Robinson volt a legfiatalabb elnök, aki elhagyta hivatalát, 53 évesen, és az első nő, aki ezt a pozíciót betöltötte.
- A hivatalában elhunyt Erskine Childers szolgált a legrövidebb ideig, 511 napig.
- A lemondott Cearbhall Ó Dálaigh 674 napig volt elnöki hivatalban.
- Négy elnök töltött be két ciklust, így összesen tizennégy évet: Seán T. O'Kelly, Éamon de Valera, Patrick Hillery és Mary McAleese.
- Csak Éamon de Valera és Erskine Childers nem született az Ír-szigeten.

## Fordítás
Ez a szócikk részben vagy egészben  a   President of Ireland című angol Wikipédia-szócikk ezen változatának fordításán alapul.  Az eredeti cikk szerkesztőit annak laptörténete sorolja fel. Ez a jelzés csupán a megfogalmazás eredetét és a szerzői jogokat jelzi, nem szolgál a cikkben szereplő információk forrásmegjelöléseként.